# 오 오트루 라두 두 파라이수
《오 오트루 라두 두 파라이수》(포르투갈어: O Outro Lado do Paraíso)는 2017년 방영된 브라질의 텔레노벨라이다.